# Raión de Krýlovskaya
El raión de Krýlovskaya (del ruso: Кры́ловский район) es uno de los treinta y siete raiones en los que se divide el krai de Krasnodar, en Rusia. Está situado en el área nororiental del krai. Limita al sur con los raiones de Pávlovskaya y Novopokróvskaya, al oeste con los raiones de Leningrádskaya y Kushchóvskaya, con el que también limita al norte, y al este con los raiones de Yegorlýkskaya y el de Zernograd del óblast de Rostov. Tenía una superficie de 1 363 km² y 37 334 habitantes en 2010. Su centro administrativo es Krylovskaya.
Su relieve llano, enclavado en las tierras bajas de Kubán-Azov, está surcado por el sur por el río Yeya y algunos de sus afluentes, como el Vesiolaya o el Plóskaya, y por el centro y norte por el también afluente del Yeya, el Kavalerka (y su subafluente el Grúzskaya). La frontera norte del raión está delimitada por el Kugo-Yeya, asimismo afluente del Yeya, y su tributario, el Guezova.

## Historia
El raión fue establecido con centro en Yekaterínovskaya por decisión del Comité Ejecutivo Central de Todas Las Rusias el 31 de diciembre de 1934 como parte del krai de Azov-Mar Negro como resultado de la descentralización de los raiones de Kushchóvskaya y Pávlovskaya. Originalmente incluía diez selsoviets: Beli, Yekaterínovski, Irínovski, Kugoyeiski, Neigefmanski, Novomijaílovski, Novopashkovski, Novosérguiyevski, Oktiábrski y Rozentalski. El 13 de septiembre de 1937 pasó a formar parte del krai de Krasnodar. Entre el 11 de febrero de 1963 y el 5 de abril de 1978 el raión fue disuelto e incorporado al raión de Pávlovskaya. La decisión de su restablecimiento provino del Presidium del Sóviet Supremo de la Unión Soviética. 
En 2005 se decidió la división administrativa del raión, compuesto por seis municipios rurales.

## Demografía
| Año  | Población |
| ---- | --------- |
| 1959 | 39 806    |
| 1979 | 32 024    |
| 1989 | 33 098    |
| 2002 | 37 657    |
| 2009 | 37 307    |
| 2010 | 37 334    |

En la composición de la población entran alrededor de 40 etnias, entre las que predomina la rusa.

## División administrativa
El raión está compuesto por seis municipios rurales, que engloban a 30 localidades.
| Municipios de tipo rural           | Poblaciones* |
| ---------------------------------- | --- |
| Municipio rural Krýlovskoye        | - stanitsa Krýlovskaya - jútor Yeya - jútor Kazachi |
| Municipio rural Krasnogvardéiskoye | - stanitsa Kugoyéiskaya - selo Irínovka - jútor Kalinin - selo Krasnogórovka - jútor Podkugoyeiski - jútor Rokel - jútor Sirótino - jútor Timashovka                                                                          |
| Municipio rural Novopashkóvskoye   | - stanitsa Novopashkóvskaya - selo Grúzskoye - jútor Lobova Balka - jútor Tverskói |
| Municipio rural Novosérguiyevskoye | - stanitsa Novosérguiyevskaya - posiólok Vodorazdelni - posiólok Kliuchevói - posiólok Nº1 ZAO Novosergíevskoye - posiólok Nº2 ZAO Novosergíevskoye - posiólok Nº5 ZAO Novosergíevskoye - posiólok N.º 6 ZAO Novosergíevskoye |
| Municipio rural Oktiábrskoye       | - stanitsa Oktiábrskaya - posiólok Zaprudni - posiólok Kovaliovka - posiólok Obilni - posiólok Reshetilovski - jútor Sborni - posiólok Temp                                                                                   |
| Municipio rural Shevchénkovskoye   | - selo Shevchénkovskoye |

*Los centros administrativos están resaltados en negrita.

## Clima
EL clima de la región es continental estepario. La temperatura mínima puede descender hasta los -34 °C y la máxima hasta los 41 °C. La cantidad anual media de las precipitaciones es de 532 mm.

## Economía y transporte
El principal sector económico del distrito es la agricultura, que es representado por 41 empresas y 518 granjas. La industria predominante del distrito es la industria alimentaria, además de empresas transformadoras de los productos agrícolas.
Las principales compañías de la región son: OOO Velotrans (fábrica de bicicletas) OAO Elevator Krýlovski (silo agrícola), OOO Tsegla (fábrica de ladrillos), ZAO Krýlovskoye (aguardiente), OOO Miasokombinat Yekaterininski (producción cárnica).
El ferrocarril del Cáucaso Norte atraviesa el raión por su extremo occidental (Oktiábrskaya). La carretera federal M4 Don Moscú-Novorosíisk pasa por el oeste del raión, de norte a sur.